# 伊奧巴省
伊奧巴省（法語：Ioba）是布基納法索西南大區東北部的一個省，面積3,289平方公里。2006年人口197,186人。首府達諾。
本區下轄七縣。